# 와카모토 노리오

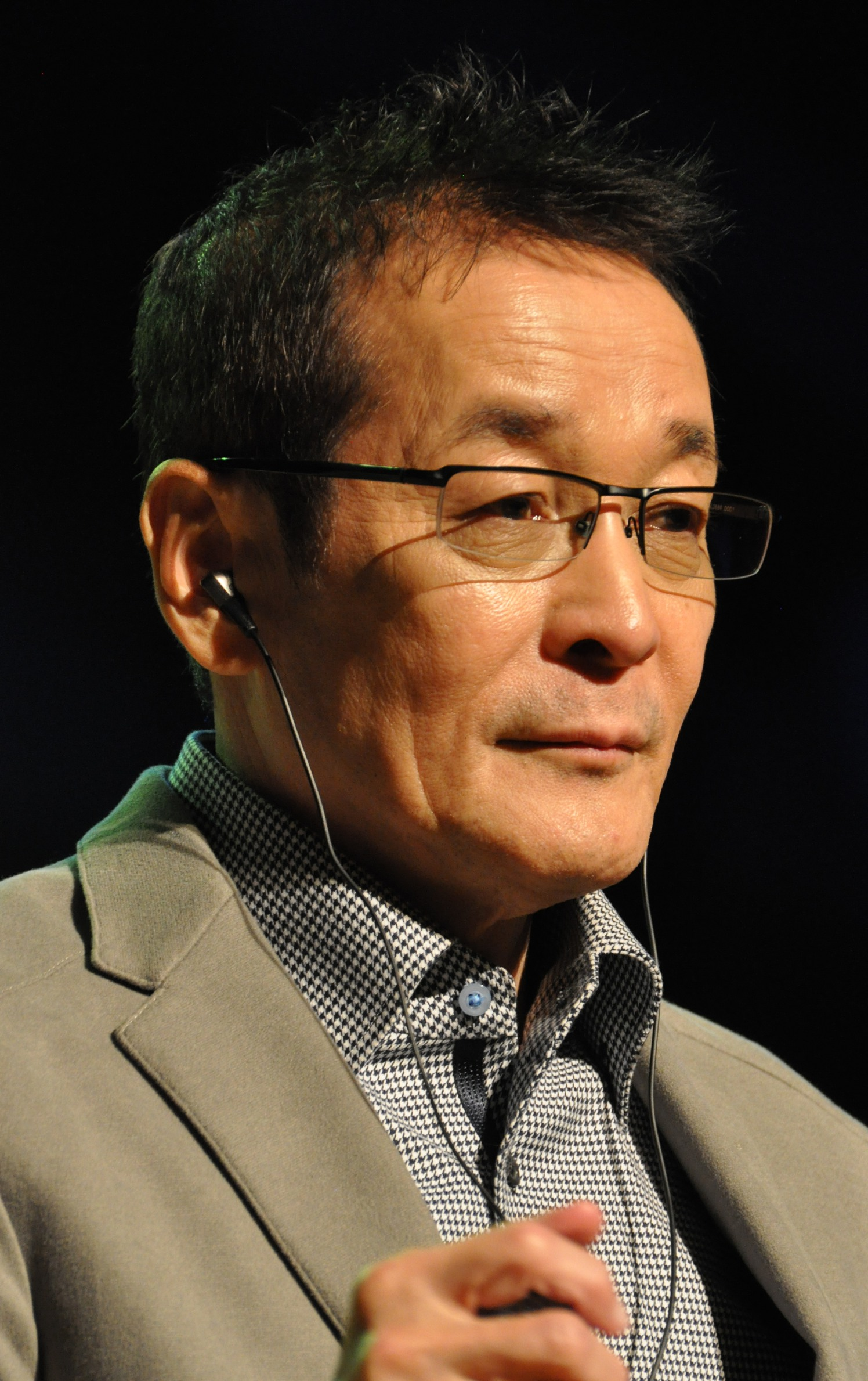
와카모토 노리오

와카모토 노리오(若本 規夫, 1945년 10월 18일 ~ )는 일본의 성우이다. 본명은 한자가 다른 若本紀夫이다. 일본 야마구치현 시모노세키시 출신으로, 오사카부에서 성장했다. 와세다 대학 법학부를 졸업하고 경시청 기동대에 근무하다 성우가 되었다는 화려한 이력을 가지고 있다.

## 출연작

### TV 애니메이션
1983년
- 성전사 단바인 (앨런 블레디)

1985년
- 초수기신 단쿠가 (샤피로)

1990년
- 사이버시티 오에도 808 (하세가와 쥬조)

1992년
- 드래곤볼 (셀)
- 드래곤볼GT (셀)
- 유유백서 (추)
- 테카맨 블레이드 (아이바 켄고, 테카맨 오메가)
- 천지무용 양황기 (카가토)

1993년
- 기신병단 (신카이 마토이)

1995년
- 애천사전설 웨딩피치 (타마노 마사히로)

1998년
- 카우보이 비밥(비셔스)
- 바이스 크로이츠(타카토리 레이지)

2002년
- 아즈망가 대왕(치요의 아버지)
- 쾌걸 근육맨 2세 (블러드 킬러)
- 폭투선언 다이간다 (드라고버스트)

2003년
- 크르노 크루세이드(듀포)
- 디지몬 프론티어(아이스 데블몬)
- F-ZERO 팔콘전설(블랙 섀도우)
- 앞장서라! 크로마티 고교(메카자와 신이치)

2004년
- 철인 28호(무라사메 류사쿠)

2005년
- Canvas 2~무지개 빛의 스케치~(미사키 지로)
- 트랜스포머 사이버트론(플레임 콘보이)
- 건퍼레이드 오케스트라(하드보일드 펭귄)

2006년
- 러브겟CHU~미라클 성우백서~(오하라 헤이조)
- 코드기어스 반역의 를르슈(샤를 지 브리타니아)
- 은혼 (마츠다이라 카타쿠리코)

2007년
- 수장기공 단쿠가 노바 WILL
- 하야테처럼 하늘의 목소리(Narration)
- 디그레이맨 윈터스 소카로
- 바카노! 구스타프 생제르망

2008년
- 코드기어스 반역의 를르슈 R2(샤를 지 브리타니아)
- 식령-제로- 나브 형제

2009년
- 하야테처럼!! 2nd Season 하늘의 목소리(Narration)
- 전국 바사라 (오다 노부나가)
- 하늘을 올려다본 소녀의 눈에 비친 세계 (군달)
- 타유타마 -Kiss on my Deity- (泉戸裕導)
- 프린세스 러버（有馬一心)

2010년
- 트랜스포머 ANIMATED (메가톤）
- 전국 바사라 식 (오다 노부나가)
- 페어리 테일 (성령왕)
- 드래곤볼改 (셀)

2011년
- 슈퍼로봇대전OG -디 인스펙터- (아인스트레지세이아)
- 어떤 마술의 금서목록 (비아지오 부조니)
- 도그 데이즈 (고드윈 장군)
- 일상 (8화 예고 나레이션)

### OVA
2008년
- 부드럽게 삼국지를 자극한다 여포코짱! (고순)

2006년
- 헬싱(알렉산더 안데르센 신부)

1996년
- 철완 버디(바티러스)

1995년
- 침묵의 함대(카이바라 와타루)

1991년
- 자이언트 로보(타이소)

1988년
- 은하영웅전설(오스카 폰 로이엔탈)
- 톱을 노려라! 건버스터(오오타 코치)

1985년
- 우주형사 저스티(렉터)

### 극장판
1998년
- 기동전함 나데시코 극장판(야마사키 요시오)

1989년
- 파이브 스타 스토리즈 (보드 뷰라드)

1986년
- 윈다리아 (카일)

2007년
- 철인 28호 백주의 잔월 (무라사메 류사쿠)

2013년
- 바요네타 : 블러디 페이트 (발더)

2017년
- 명탐정 코난: 진홍의 연가 (오오타키 고로)

### 특촬물
2010년
- 천장전대 고세이저 (미라의 제이부)

### 게임
1991년
- 삼국지 영걸천하에 임한다 (관우, 장비, 그 외)
- 셜록 홈즈의 탐정강좌 (셜록 홈즈)

1992년
- 퀴즈의 별 (마왕 카오스, 카마타 선생님)

1993년
- 셜록 홈즈의 탐정강좌II (셜록 홈즈)
- 톱을 노려라! GunBuster Vol.2 (오오타 코이치로)
- 드래곤볼Z 초무투전 (셀)
- 천사의 시II 타천사의 선택 (란조)
- 드래곤볼Z 초무투전2 (셀)
- 플래시 하이더스 (문 라이즈)

1994년
- 드래곤볼Z 위대한 손오공 전설 (셀)

1995년
- 공상과학세계 걸리버 보이 PC 엔진판 (스미스)
- 드래곤볼Z Ultimate Battle 22 (셀)
- 성야 이야기 (버스터 기어)

1996년
- LASTBRONX 도쿄번외지 (쿠로사와 토오루)
- 공상과학세계 걸리버 보이 SS판 (스미스)
- 드래곤볼Z HYPER DIMENSION (셀)
- 드래곤볼Z 드래곤볼Z 위대한 드래곤볼 전설 (셀)
- 탐정 진구지 사부로 - 미완의 르포 (진구지 사부로)

1997년
- EVE burst error SS판 (로스 미도)
- 악마성 드라큐라X 월하의 야상곡 (드라큐라 백장)
- 성야 이야기 AnEarth Fantasy Stories (버스터 기어)
- 드래곤볼 FINAL BOUT (셀)
- 기동전사 건담 외전 THE BLUE DESTINY (필립 휴즈)
- 슈퍼 로봇 대전F (알렌 브레디, 샤피로 키츠, 료쿠레이 론, 오오타 코이치로)
- 그란디아 (바르)

1998년
- 슈퍼 로봇 대전F 완결편 (알렌 브레디, 샤피로 키츠, 료쿠레이 론, 오오타 코이치로)
- 신세기 에반게리온 에바와 유쾌한 동료들 (오오타 코이치로, 코치)
- 삼파기타 (조원)
- 이스II SS판 (다레스)
- 탐정 진구지 사부로 - 꿈의 끝에서 (진구지 사부로)

1999년
- SD건담 GGENERATION-ZERO (도그 덤)
- 두근두근 메모리얼2 (이치몬지 카오루(총번장<-아카네의 오빠), 키도가와 카부토)
- 리틀 프린세스 마알 왕국의 인형공주2 (퐁퐁, 구완지, 모미)
- 제2차 슈퍼 로봇 대전 (병사)
- 발키리 프로파일 (제이크 리나스, 아즈타로사, 마경굴의 귀신)
- 제3차 슈퍼 로봇 대전 (병사)

2000년
- 슈퍼 로봇 대전EX (알렌 브레디, 병사)
- 슈퍼 로봇 대전α (알렌 브레디, 샤피로 키츠, 오오타 코이치로)
- 이터널 알카디아 (길더)
- 기동경찰 패트레이버 ~게임 에디션~ (크리슈나 아말나트)
- 천사의 프레젠트 마알 왕국 이야기 (퐁퐁, 구완지, 모미, 나레이터)
- 바운서 (두라간 C 미카도)

2001년
- 슈퍼 로봇 대전α for Dreamcast (알렌 브레디, 샤피로 키츠, 오오타 코이치로)
- EVE The Fatal Attraction (프리쳐)
- 가족계획 PC판 (타카야시키 히로시) : (比留間狂ノ介) 명의
- 킹 오브 파이터즈 2001 (이그니스)
- 록맨 X6 (하이맥스)

2002년
- 슈퍼 로봇 대전IMPACT (노이 레지세이아, 샤피로 키츠, 알렌 브레디)
- 킹 오브 파이터즈 2002 (루갈 번슈타인(오메가 루갈))
- 테일즈 오브 데스티니2 (바르바토스 게티아)

2003년
- 드래곤볼Z (셀)
- 마브러브 (파울 라더비노드)
- 기신포후 데몬베인 (아우구스투스)
- 컴퓨터 전기 바체론 마즈 (다이몬)
- 반숙영웅VS3D (3D대원수)
- EVE burst error PS2판 (로스 미도)
- SNK VS. CAPCOM SVC CHAOS (베가)
- 슈퍼 로봇 대전Scramble Commander (샤피로 키츠)
- 와일드 암즈 알타코드 F (지크프리드)
- 영원의 아세리아 PC판 (검은 칼의 타키오스) : 比留間狂ノ介 명의
- 무인가 (나구리 란사이)

2004년
- 드래곤볼Z2 (셀)
- 귀무자3 (아케치 미츠히데)
- 드래곤볼Z 무공투극 (셀)
- Soul Link PC판 (모리모토 시게미치) : 長野勇 명의

2005년
- 테일즈 오브 더 월드 나리키리 던전3 (바르바토스 게티아)
- 드래곤볼Z3 (셀)
- 가족계획 ~마음의 상처~ PS2판 (타카야시키 히로시)
- 팬텀 킹덤 (마제 로얄킹 다크 3세)
- 와일드 암즈 더 포스데트네이터 (가운 브라우디아)
- 영원의 아세리아 -이 대지의 끝에서- PS2판 (검은 칼의 타키오스)
- 전국 BASARA (오다 노부나가)
- 제3차 슈퍼 로봇 대전α 종언의 은하로 (샤피로 키츠)
- 서몬 나이트 엑스테제 새벽의 날개 (파이퍼)
- 츠요키스 PC판 (타치바나 헤이조, 츠치나가씨) : 川中嶋悟 명의

- 프린세스 메이커 4 (마왕 다이쿤)
- 드래곤볼Z Sparking! (셀)
- 차륜의 나라, 해바라기의 소녀 (호즈키 마사오미)
- DUEL SAVIOR DESTINY (무도)
- 킹덤하츠II (젬너스)

2006년
- 건퍼레이드 오케스트라 백의 장 ~아오모리 펭귄 전설~ (하드보일드 팽귄)
- 신 귀무자 DAWN OF DREAMS (이시드 미츠나리)
- 마계전기 디스가이아2 (제논)
- 마브러브 올터네이티브 18금판·전연령판 (파울 라더비노드)
- 파이널 판타지XII (알시드 말가라스)
- 드래곤볼Z 진무도회 (셀)
- 기신비상 데몬베인 (아우구스투스)
- Soul Link EXTENSION (모리모토 시게미치)
- 배틀 스타디움D.O.N (셀)
- 전국 BASARA2 (오다 노부나가)
- 판타지 스타 유니버스 (렌볼트 마가시)
- 드래곤볼Z Sparking! NEO (셀)
- 악마성 드라큐라 갤러이 오브 라비린스 (드라큐라 백작)
- 테일즈 오브 데스티니 PS2판 (바르바토스 게티아)
- 크레용 신짱(짱구는 못말려) 최강 가족 카스카베 킹~ (미스터 사사구치)
- BLUE DRAGON (네네)
- 메탈기어 솔리드 포터블 OPS (진)
- 초 드래곤볼Z (셀)

2007년
- 연희무쌍 ~두근☆소녀들의 삼국지 연의~ (초선) : (夕凪咲巳) 명의
- 루미너스 아크 (안드레)
- 메달 오브 아너 히어로즈 (하그로브 대좌(나레이션))
- 킹덤하츠II FINAL MIX+ (젬너스)
- 오딘 스피어 (하인델, 사신 레이스)
- 드래곤볼Z 진무도회2 (셀)
- 슈퍼 로봇 대전OG ORIGINAL GENERATIONS (마이어 V 브란슈타인, 슈테른 노이레지세이아)
- 하야테처럼! 내가 로미오고 로미오가 나 (하늘의 소리)
- 마브러브 ALTERED FABLE (파울 라더비노드)
- 드래곤볼Z Sparking! METEOR (셀)
- 악마성 드라큐라 X크로니클 (드라큐라 백작)
- SD건담 GGENERATION SPIRITS (도그 덤, 발드, 필립 휴즈)
- 크라이시스 (모리슨 제독, 나노슈트 보이스(*본편미사용))
- 테일즈 오브 이노센스 (가돌)
- 파이널 판타지4 DS판 (루비칸테)
- 스타오션1 First Departure (아슈레이 반벨트)

2008년
- 하야테처럼! 아가씨 프로듀스 대작전 나의 색으로 물들어라! (하늘의 소리, 전설의 나무)
- 코드 기어스 반역의 를르슈 LOST COLORS (샤를 디 브리타니아)
- 전국 BASARA X (오다 노부나가)
- 드래곤볼Z 버스트 리미트 (셀)
- 수평선까지 몇마일? (교관)
- Scarlett ~일상의 경계선~ (비츠도 이즈미하치로 스칼렛)
- 킹덤하츠 358/2 Days (젬너스)
- 사무라이 스피리츠 섬 (골버)
- 스트리트 파이터IV (베가)

2009년
- The King of Fighters 2002 Unlimited Match (오메가 루갈)

2010년
- 슈퍼 스트리트 파이터IV (베가)

### 인터넷
- 아유마유 극장 (하울 라다비노드)

### 외화
- 에일리언4
- 에이전트 레드
- 베트맨 비긴스
- 모탈컴뱃
- 씬 시티
- 트루 라이즈(후지TV판) (아지즈)
- 프리즌 브레이크(테오도르 폴웰/T-백(로버트 네퍼) 역)
- 마스크
- 선더버드 극장판(그렉 마틴) ※텔레비전판
- 스타워즈 에피소드5/제국의 역습 ※비디오・DVD판
- 스타워즈 에피소드6/제다이의 귀환 ※비디오・DVD판
- 스타워즈/클론워즈 (극장판) (나레이션)
- 스타워즈/클론워즈 (TV판) (나레이션)
- 스페이스1999
- 더티하리3
- 다이하드 (에디 역)
- 다이하드2 (무장테러리스트의 한사람)
- 다이하드3 (머티아스 타르고) ※후지테레비판
- 언더씨즈2(펜 역) ※텔레비전판
- 특별반 CI-5
- 매트릭스 리로디드
- 뮤턴트 X2